# George Willis Ritchey
George Willis Ritchey (Tuppers Plains (Ohio), 31 de dezembro de 1864 — 4 de novembro de 1945) foi um físico estadunidense.
Foi um astrônomo construtor de telescópios.

## Obituários
- MNRAS 107 (1947) 36
- Obs 66 (1943-46) 268